# 田仲
田仲（?—?），西汉初年游俠，楚国（治所在今江苏省徐州市）人。
田仲以任侠闻名，喜好剑术，有武力，在楚地有很大的势力。田仲同时是非常出色的剑客，但他依然以侍奉父亲辈的礼节来敬事鲁国的大侠朱家，并且终身服事朱家。他认为自己的侠义行为远远不及朱家。田仲去世後，著名的游侠有剧孟。

## 延伸阅读
[在维基数据编辑]
 《漢書·卷092》，出自班固《漢書》